# سانتا لوچیا دل ملا
سانتا لوچیا دل ملا (به ایتالیایی: Santa Lucia del Mela) یک کومونه در ایتالیا است که در استان مسینا واقع شده‌است. سانتا لوچیا دل ملا ۸۲٫۹ کیلومتر مربع مساحت و ۴٬۷۵۹ نفر جمعیت دارد و ۲۱۵ متر بالاتر از سطح دریا واقع شده‌است.

## نگارخانه

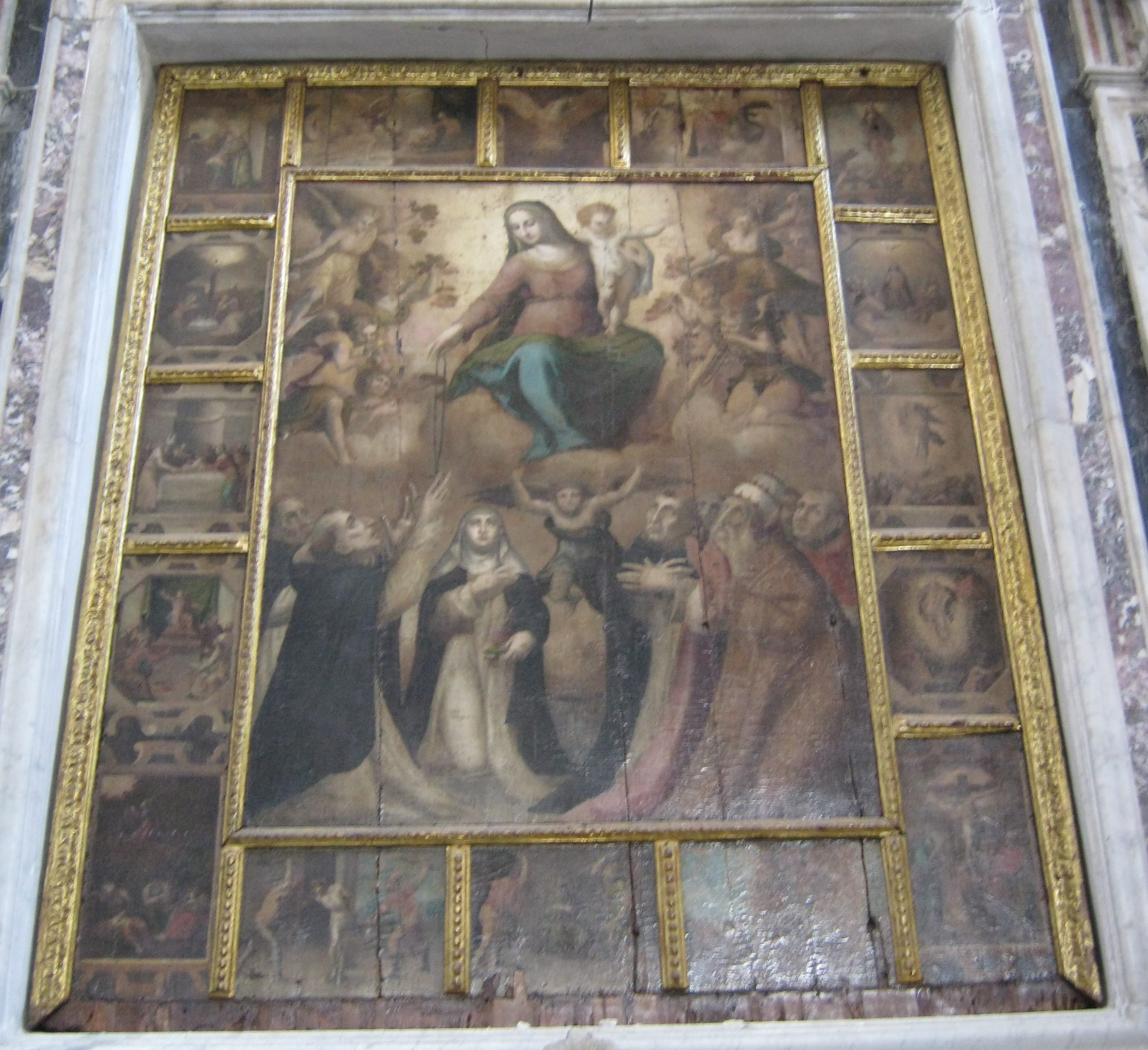
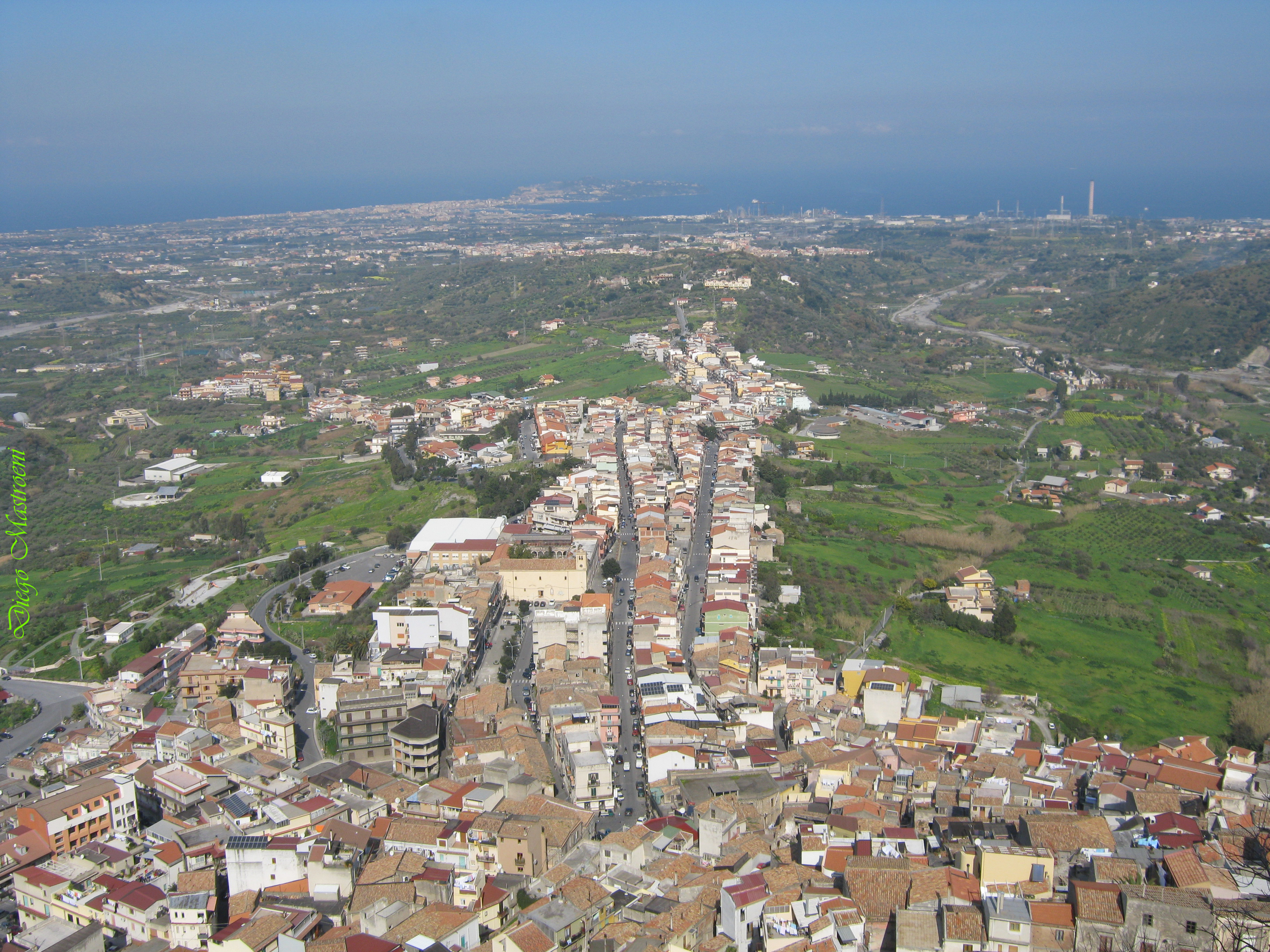
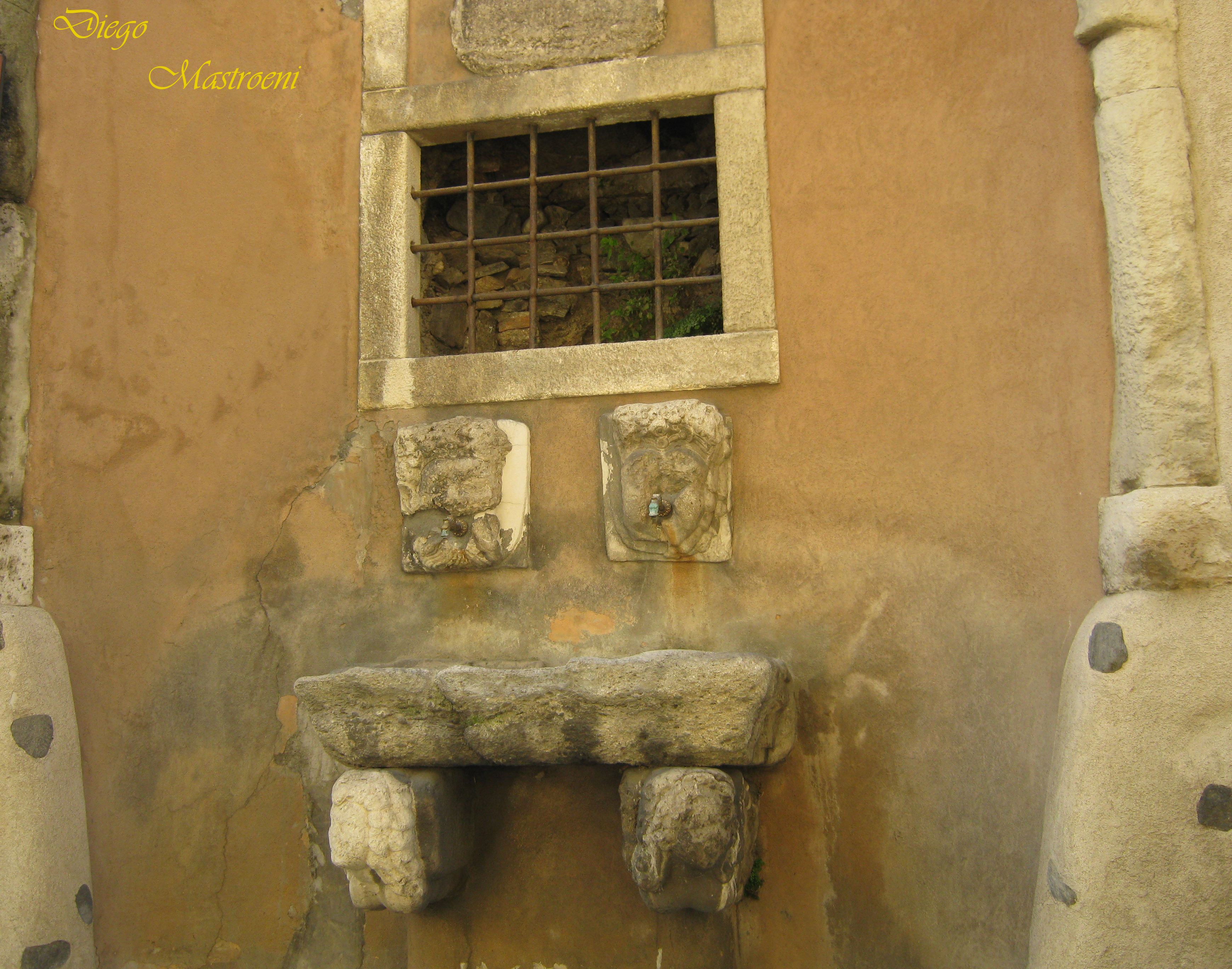
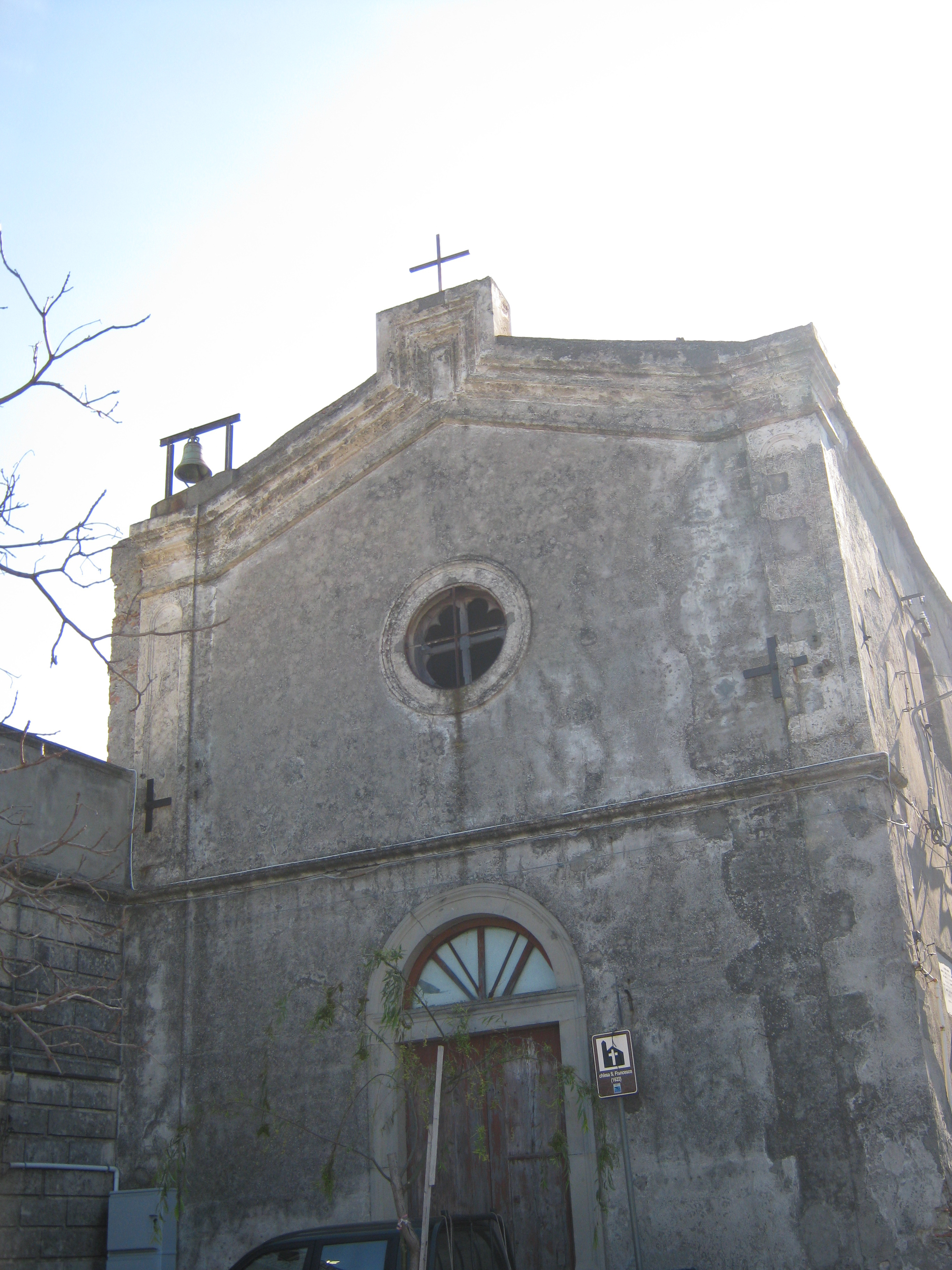
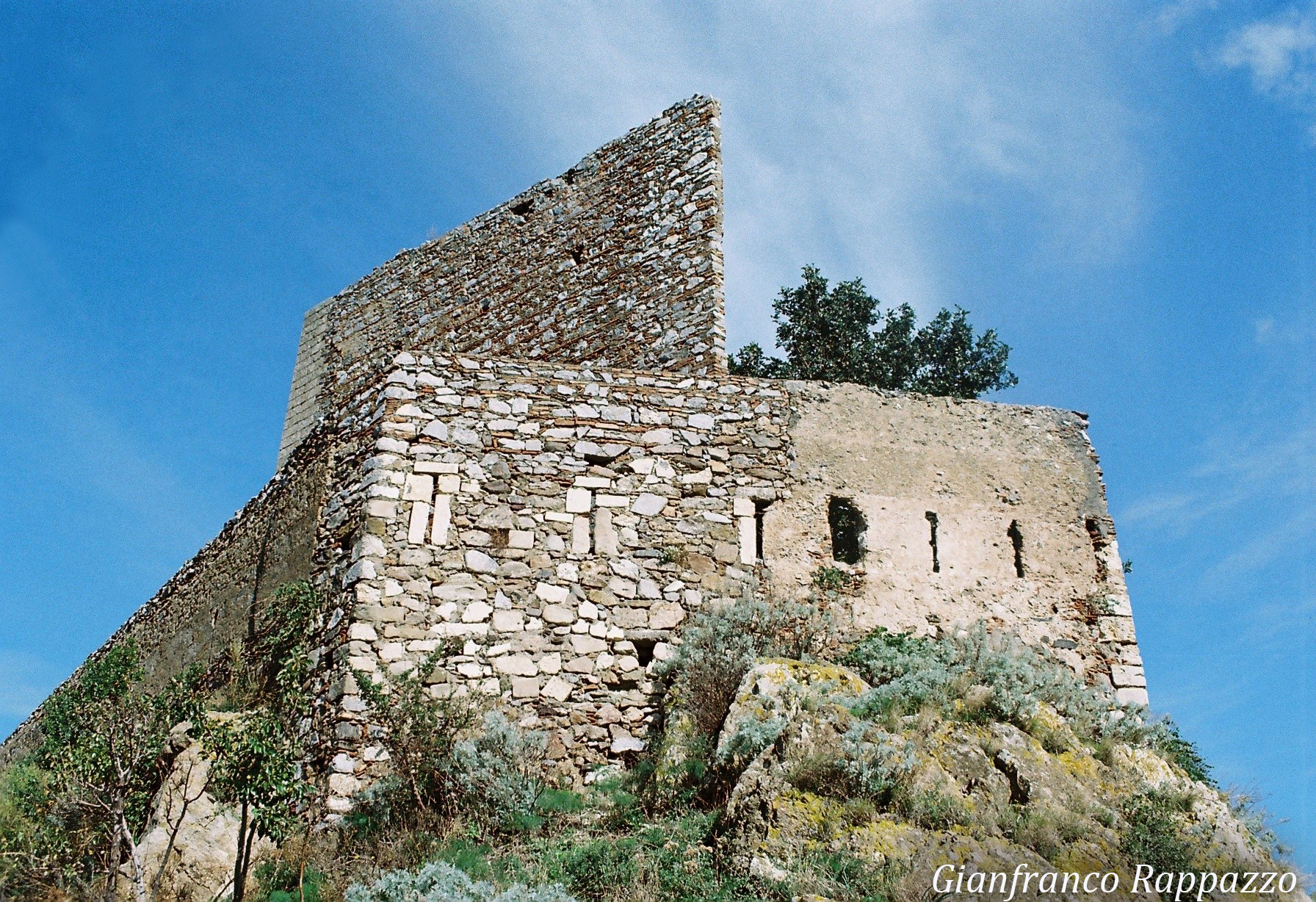
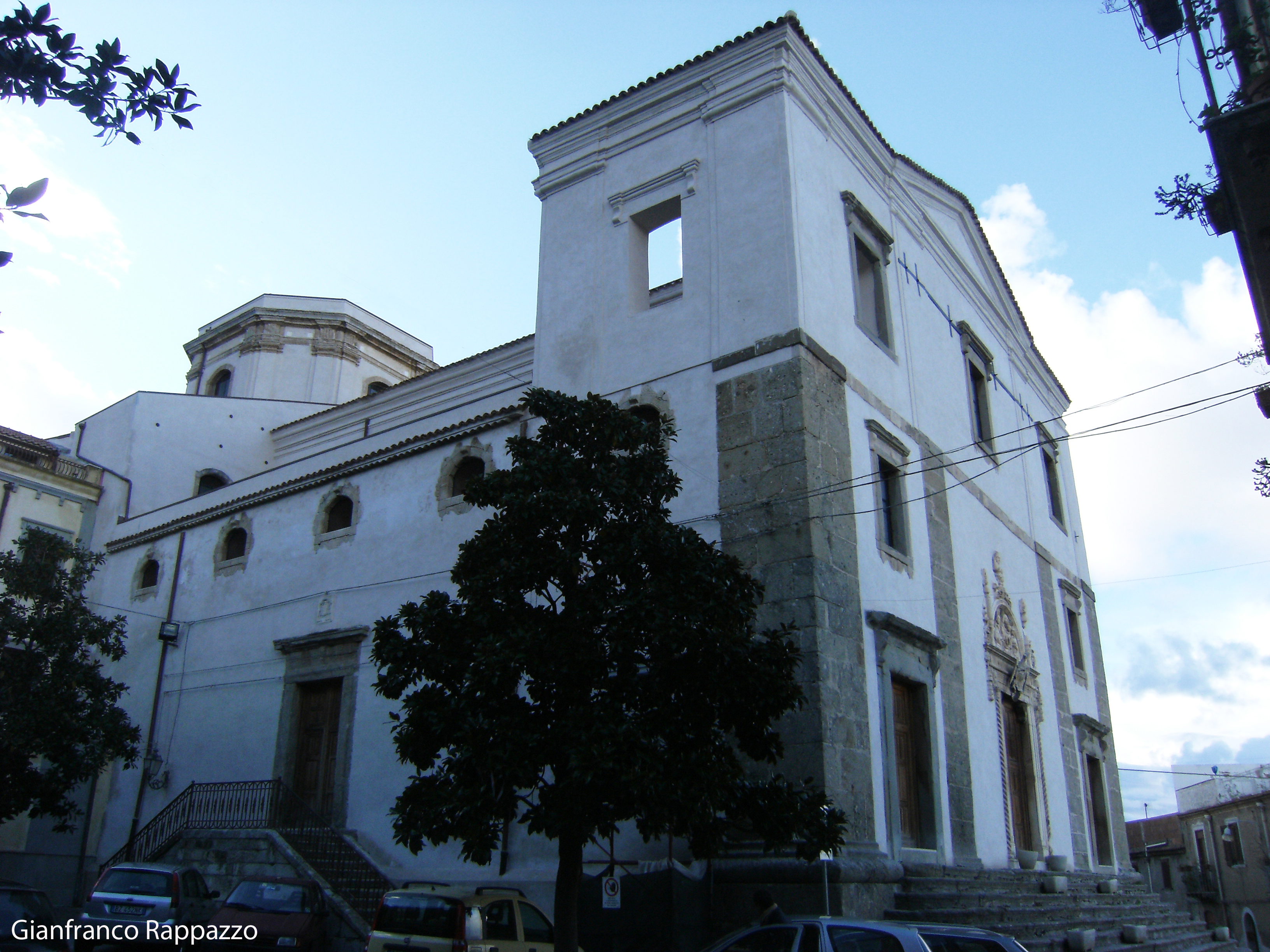